# Selección de voleibol de Túnez
La selección nacional de voleibol masculina de Túnez representa a Túnez en las competiciones internationales de voleibol y en los partidos amistosos. El equipo es uno de los países líderes en el continente de África, junto a Egipto. Túnez ha ganado once veces el Campeonato Africano de Voleibol (1967, 1971, 1979, 1987, 1995, 1997, 1999, 2003, 2017, 2019, 2021).

## Resultados

### Juegos Olímpicos
| 1964  | No clasificados | No clasificados | No clasificados | No clasificados | No clasificados | No clasificados |
| 1968  | Se retiró       | Se retiró       | Se retiró       | Se retiró       | Se retiró       | Se retiró       |
| 1972  | Fase de grupos  | 12.º            | 6               | 0               | 6               |                 |
| 1976  | No clasificados | No clasificados | No clasificados | No clasificados | No clasificados | No clasificados |
| 1980  | Se retiró       | Se retiró       | Se retiró       | Se retiró       | Se retiró       | Se retiró       |
| 1984  | Fase de grupos  | 9.º             | 5               | 1               | 4               |                 |
| 1988  | Fase de grupos  | 12.º            | 7               | 0               | 7               |                 |
| 1992  | No clasificados | No clasificados | No clasificados | No clasificados | No clasificados | No clasificados |
| 1996  | Fase de grupos  | 11.º            | 5               | 0               | 5               |                 |
| 2000  | No clasificados | No clasificados | No clasificados | No clasificados | No clasificados | No clasificados |
| 2004  | Fase de grupos  | 11.º            | 5               | 0               | 5               |                 |
| 2008  | No clasificados | No clasificados | No clasificados | No clasificados | No clasificados | No clasificados |
| 2012  | Fase de grupos  | 11.º            | 5               | 0               | 5               |                 |
| 2016  | No clasificados | No clasificados | No clasificados | No clasificados | No clasificados | No clasificados |
| 2020  | Fase de grupos  | 11.º            | 5               | 0               | 5               |                 |
| Total | 0 Títulos       | 7/15            |                 |                 |                 |                 |

### Campeonato Mundial
| 1949   | No participó     | No participó   | No participó   | No participó   | No participó   | No participó   |
| 1952   | No participó     | No participó   | No participó   | No participó   | No participó   | No participó   |
| 1956   | No participó     | No participó   | No participó   | No participó   | No participó   | No participó   |
| 1960   | No participó     | No participó   | No participó   | No participó   | No participó   | No participó   |
| 1962   | Se retiró        |                | 4              | 1              | 3              |                |
| 1966   | No participó     | No participó   | No participó   | No participó   | No participó   | No participó   |
| 1970   | Fase de grupos   | 22.º           | 11             | 3              | 4              |                |
| 1974   | Fase de grupos   | 18.º           | 11             | 3              | 8              |                |
| 1978   | Fase de grupos   | 24.º           | 9              | 0              | 9              |                |
| 1982   | Fase de grupos   | 21.º           | 9              | 3              | 6              |                |
| 1986   | No clasificado   | No clasificado | No clasificado | No clasificado | No clasificado | No clasificado |
| 1990   | No clasificado   | No clasificado | No clasificado | No clasificado | No clasificado | No clasificado |
| 1994   | No clasificado   | No clasificado | No clasificado | No clasificado | No clasificado | No clasificado |
| 1998   | No clasificado   | No clasificado | No clasificado | No clasificado | No clasificado | No clasificado |
| 2002   | Fase de grupos   | 19.º           | 3              | 0              | 3              |                |
| 2006   | Fase de grupos   | 15.º           | 9              | 3              | 6              |                |
| 2010   | Fase de grupos   | 19.º           | 3              | 0              | 3              |                |
| 2014   | Fase de grupos   | 21.º           | 5              | 0              | 5              |                |
| / 2018 | Fase de grupos   | 21.º           | 5              | 0              | 5              |                |
| / 2022 | Octavos de final | 16.º           | 4              | 1              | 3              |                |
| Total  | 0 Títulos        | 11/20          | 73             | 14             | 59             |                |

### Copa del Mundo
| 1965  | No participó | -  | - | -  | -  | -   |
| 1969  | 11           | 6  | 0 | 6  | 0  | 18  |
| 1977  | No participó | -  | - | -  | -  | -   |
| 1981  | 8            | 7  | 0 | 7  | 1  | 21  |
| 1985  | No participó | -  | - | -  | -  | -   |
| 1989  | No participó | -  | - | -  | -  | -   |
| 1991  | 8            | 8  | 4 | 4  | 13 | 16  |
| 1995  | 12           | 11 | 0 | 11 | 2  | 33  |
| 1999  | 12           | 11 | 0 | 11 | 5  | 33  |
| 2003  | 11           | 11 | 2 | 9  | 9  | 30  |
| 2007  | 12           | 11 | 1 | 10 | 12 | 32  |
| 2011  | No participó | -  | - | -  | -  | -   |
| 2015  | 12           | 11 | 0 | 11 | 5  | 33  |
| 2019  | 12           | 11 | 1 | 10 | 6  | 31  |
| Total | 9/14         | 78 | 8 | 79 | 53 | 221 |

### Liga Mundial
| Resultados en Liga Mundial | Resultados en Liga Mundial       | Resultados en Liga Mundial       | Resultados en Liga Mundial       | Resultados en Liga Mundial       | Resultados en Liga Mundial       | Resultados en Liga Mundial       | Resultados en Liga Mundial       |
| Año                        | Ronda                            | Posición                         | PJ                               | G                                | P                                | SL                               | SL                               |
| -------------------------- | -------------------------------- | -------------------------------- | -------------------------------- | -------------------------------- | -------------------------------- | -------------------------------- | -------------------------------- |
| 1990                       | 1990 to 2013 Did not participate | 1990 to 2013 Did not participate | 1990 to 2013 Did not participate | 1990 to 2013 Did not participate | 1990 to 2013 Did not participate | 1990 to 2013 Did not participate | 1990 to 2013 Did not participate |
| 1991                       | 1990 to 2013 Did not participate | 1990 to 2013 Did not participate | 1990 to 2013 Did not participate | 1990 to 2013 Did not participate | 1990 to 2013 Did not participate | 1990 to 2013 Did not participate | 1990 to 2013 Did not participate |
| 1992                       | 1990 to 2013 Did not participate | 1990 to 2013 Did not participate | 1990 to 2013 Did not participate | 1990 to 2013 Did not participate | 1990 to 2013 Did not participate | 1990 to 2013 Did not participate | 1990 to 2013 Did not participate |
| 1993                       | 1990 to 2013 Did not participate | 1990 to 2013 Did not participate | 1990 to 2013 Did not participate | 1990 to 2013 Did not participate | 1990 to 2013 Did not participate | 1990 to 2013 Did not participate | 1990 to 2013 Did not participate |
| 1994                       | 1990 to 2013 Did not participate | 1990 to 2013 Did not participate | 1990 to 2013 Did not participate | 1990 to 2013 Did not participate | 1990 to 2013 Did not participate | 1990 to 2013 Did not participate | 1990 to 2013 Did not participate |
| 1995                       | 1990 to 2013 Did not participate | 1990 to 2013 Did not participate | 1990 to 2013 Did not participate | 1990 to 2013 Did not participate | 1990 to 2013 Did not participate | 1990 to 2013 Did not participate | 1990 to 2013 Did not participate |
| 1996                       | 1990 to 2013 Did not participate | 1990 to 2013 Did not participate | 1990 to 2013 Did not participate | 1990 to 2013 Did not participate | 1990 to 2013 Did not participate | 1990 to 2013 Did not participate | 1990 to 2013 Did not participate |
| 1999                       | 1990 to 2013 Did not participate | 1990 to 2013 Did not participate | 1990 to 2013 Did not participate | 1990 to 2013 Did not participate | 1990 to 2013 Did not participate | 1990 to 2013 Did not participate | 1990 to 2013 Did not participate |
| 2000                       | 1990 to 2013 Did not participate | 1990 to 2013 Did not participate | 1990 to 2013 Did not participate | 1990 to 2013 Did not participate | 1990 to 2013 Did not participate | 1990 to 2013 Did not participate | 1990 to 2013 Did not participate |
| 2002                       | 1990 to 2013 Did not participate | 1990 to 2013 Did not participate | 1990 to 2013 Did not participate | 1990 to 2013 Did not participate | 1990 to 2013 Did not participate | 1990 to 2013 Did not participate | 1990 to 2013 Did not participate |
| 2008                       | 1990 to 2013 Did not participate | 1990 to 2013 Did not participate | 1990 to 2013 Did not participate | 1990 to 2013 Did not participate | 1990 to 2013 Did not participate | 1990 to 2013 Did not participate | 1990 to 2013 Did not participate |
| 2012                       | 1990 to 2013 Did not participate | 1990 to 2013 Did not participate | 1990 to 2013 Did not participate | 1990 to 2013 Did not participate | 1990 to 2013 Did not participate | 1990 to 2013 Did not participate | 1990 to 2013 Did not participate |
| 2013                       | 1990 to 2013 Did not participate | 1990 to 2013 Did not participate | 1990 to 2013 Did not participate | 1990 to 2013 Did not participate | 1990 to 2013 Did not participate | 1990 to 2013 Did not participate | 1990 to 2013 Did not participate |
| 2014                       | G3 GS                            | 27th                             | 6                                | 1                                | 5                                | 6                                | 17                               |
| 2015                       | G3 GS                            | 30th                             | 6                                | 1                                | 5                                | 5                                | 16                               |
| 2016                       | G3 GS                            | 33rd                             | 6                                | 3                                | 3                                | 10                               | 13                               |
| 2017                       | G3 GS                            | 30th                             | 6                                | 4                                | 2                                | 15                               | 12                               |
| Total                      |                                  | 4/28                             | 24                               | 9                                | 15                               | 36                               | 58                               |

### Campeonato Africano
Campeón       Subcampeón up       Tercer lugar       Cuarto puesto
- El color del borde rojo indica que el torneo se llevó a cabo en su tierra natal.

| Túnez en el Campeonato Africano de Voleibol | Túnez en el Campeonato Africano de Voleibol | Túnez en el Campeonato Africano de Voleibol | Túnez en el Campeonato Africano de Voleibol | Túnez en el Campeonato Africano de Voleibol | Túnez en el Campeonato Africano de Voleibol | Túnez en el Campeonato Africano de Voleibol | Túnez en el Campeonato Africano de Voleibol | Túnez en el Campeonato Africano de Voleibol | Túnez en el Campeonato Africano de Voleibol |
| Año                                         | Ronda                                       | Posición                                    | PJ                                          | G                                           | P                                           | SL                                          | SL                                          |                                             |                                             |
| ------------------------------------------- | ------------------------------------------- | ------------------------------------------- | ------------------------------------------- | ------------------------------------------- | ------------------------------------------- | ------------------------------------------- | ------------------------------------------- | ------------------------------------------- | ------------------------------------------- |
| 1967                                        | Campeón                                     |                                             | 3                                           | 3                                           | 0                                           | 15                                          | 0                                           |                                             |                                             |
| 1971                                        | Campeón                                     |                                             | 5                                           | 5                                           | 0                                           | 15                                          | 3                                           |                                             |                                             |
| 1976                                        | Subcampeón                                  |                                             | 5                                           | 4                                           | 1                                           | 13                                          | 4                                           |                                             |                                             |
| 1979                                        | Campeón                                     |                                             | 3                                           | 3                                           | 0                                           | 15                                          | 0                                           |                                             |                                             |
| 1983                                        | Subcampeón                                  |                                             | 6                                           | 5                                           | 1                                           | 16                                          | 6                                           |                                             |                                             |
| 1987                                        | Campeón                                     |                                             | 5                                           | 5                                           | 0                                           | 15                                          | 2                                           |                                             |                                             |
| 1989                                        | No participó                                | No participó                                | No participó                                | No participó                                | No participó                                | No participó                                | No participó                                | No participó                                |                                             |
| 1991                                        | Semifinales                                 |                                             | 5                                           | 3                                           | 2                                           | 13                                          | 6                                           |                                             |                                             |
| 1993                                        | Subcampeón                                  |                                             | 5                                           | 4                                           | 1                                           | 12                                          | 5                                           |                                             |                                             |
| 1995                                        | Campeón                                     |                                             | 5                                           | 5                                           | 0                                           | 15                                          | 2                                           |                                             |                                             |
| 1997                                        | Campeón                                     |                                             | 5                                           | 5                                           | 0                                           | 15                                          | 2                                           |                                             |                                             |
| 1999                                        | Campeón                                     |                                             | 4                                           | 4                                           | 0                                           | 12                                          | 2                                           |                                             |                                             |
| 2001                                        | No participó                                | No participó                                | No participó                                | No participó                                | No participó                                | No participó                                | No participó                                | No participó                                |                                             |
| 2003                                        | Campeón                                     |                                             | 5                                           | 4                                           | 1                                           | 13                                          | 4                                           |                                             |                                             |
| 2005                                        | Subcampeón                                  |                                             | 6                                           | 5                                           | 1                                           | 16                                          | 6                                           |                                             |                                             |
| 2007                                        | Subcampeón                                  |                                             | 6                                           | 5                                           | 1                                           | 17                                          | 3                                           |                                             |                                             |
| 2009                                        | Fases de grupos                             | 5.º                                         | 6                                           | 4                                           | 2                                           | 13                                          | 7                                           |                                             |                                             |
| 2011                                        | Semifinales                                 |                                             | 5                                           | 3                                           | 2                                           | 11                                          | 7                                           |                                             |                                             |
| 2013                                        | Subcampeón                                  |                                             | 5                                           | 4                                           | 1                                           | 13                                          | 8                                           |                                             |                                             |
| 2015                                        | Subcampeón                                  |                                             | 6                                           | 4                                           | 2                                           | 14                                          | 9                                           |                                             |                                             |
| 2017                                        | Campeón                                     |                                             | 6                                           | 6                                           | 0                                           | 18                                          | 4                                           |                                             |                                             |
| 2019                                        | Campeón                                     |                                             | 6                                           | 6                                           | 0                                           | 18                                          | 3                                           |                                             |                                             |
| 2021                                        | Campeón                                     |                                             | 6                                           | 6                                           | 0                                           | 18                                          | 2                                           |                                             |                                             |
| 2023                                        | Cuartos de final                            | 5.º                                         | 7                                           | 6                                           | 1                                           | 19                                          | 3                                           |                                             |                                             |
| Total                                       | 22/24                                       | 11 titles                                   | 114                                         | 98                                          | 16                                          | 326                                         | 88                                          |                                             |                                             |